# Peliszcze
Peliszcze, dawniej Poliszcze (biał. Пелішча) – agromiasteczko na Białorusi w rejonie kamienieckim obwodu brzeskiego.
Położona nad rzeką Żabinką. Znajduje się tu jeden z oddziałów Związku Polaków na Białorusi, amatorskie muzeum ludowe Mickiewiczów i mała biblioteka książek polskich, katolicki kościół pw. Najświętszego Serca Pana Jezusa.
Obok wsi znajdują się pozostałości dawnego folwarku Życin.

## Historia
Miejscowość założona ok. 1400. W dwudziestoleciu międzywojennym leżała w Polsce, w województwie poleskim, w powiecie brzeskim, do 18 kwietnia 1928 w gminie Życin, następnie w gminie Kamieniec Litewski.
W pobliżu znajdował się majątek rodziny Gutowskich. Został doszczętnie zniszczony w XX w., zachowały się jedynie fragmenty parku krajobrazowego.
W lipcu 1924 spłonął kościół parafialny w Kamieńcu Litewskim. Po nim, podczas wizyty w Peliszczach, biskup Zygmunt Łoziński wyraził zgodę na budowę kościoła w tej miejscowości. Kościół Najświętszego Serca Pana Jezusa wzniesiono w latach 30. XX wieku. Świątynię wybudowano w rzadkim w regionie stylu modernistycznym. W świątyni znajdują się barokowe drewniane struktury z XVIII w.